# Hydroporus rufinasus
Hydroporus rufinasus är en skalbaggsart som beskrevs av Mannerheim 1852. Hydroporus rufinasus ingår i släktet Hydroporus och familjen dykare. Inga underarter finns listade i Catalogue of Life.